# Mercedes Rosende
Mercedes Rosende Rodríguez (Montevideo, 13 de enero de 1958) es una escritora uruguaya.

## Biografía
Nació en Montevideo y actualmente reside en España. Licenciada en derecho, magíster en políticas de la integración, fue dirigente gremial, docente, columnista en medios escritos y radiales, panelista en televisión, guionista y experta en procesos electorales.
La obra de Rosende ha ido evolucionando del thriller al policial negro, caracterizándose por el humor negro y cierta ruptura con respecto a las normas del género.Sus obras han sido traducidas al alemán, inglés, italiano y francés.
Participa desde 2009 en los festivales Azabache de Mar del Plata, Buenos Aires Negra, Semana Negra de Gijón, Córdoba Mata, Montevideo Negro, Valencia Negra y Medellín Negro.

## Obras
- Demasiados blues (La Gotera, 2005, Premio Municipal de Narrativa)
- La muerte tendrá tus ojos (Premio Nacional de Literatura/ MEC; Sudamericana, 2008)[4]
- Mujer equivocada (Sudamericana, Random House, Montevideo, 2011; Código Negro, Buenos Aires, 2014; El Búho de Minerva, Valencia, 2016).[5]
- El miserere de los cocodrilos (Hum, Cosecha Roja, Montevideo, 2014).[6]
- Crónica  Haití. Crónica de un suburbio de la capital: Arrabal amargo (02/02/2016)[7]
- Relato Nadie muere a bordo[8]
- Relato La verdadera vida (Revista Lento, 6/12/2017)[9]
- Qué ganas de no verte nunca más (2019)[10]
- Historias de mujeres feas (2020)[11][12]
- Nunca saldrás de aquí (2023)[13]

## Premios
- Premio Municipal de Narrativa, de la Intendencia Departamental de Montevideo (2004)
- Premio Nacional de Literatura, del Ministerio de Educación y Cultura  (2004)
- Premio Concurso de Cuentos del Festival Buenos Aires Negra (2014)
- Semana Negra de Gijón (2014)[14]
- LiBeraturpreis (2019)[15]